# Гимназия имени Вальтера Ратенау
Гимназия имени Вальтера Ратенау (нем. Walther-Rathenau-Gymnasium) — гимназия в Берлине районе Груневальд. Открыта в 1903 году как классическая гимназия для мальчиков. В межвоенное время была очень высоким уровнем преподавания. В 1946 году получила имя Вальтера Ратенау.

## История
Здание школы было построено в 1903 году сообществом Груневальда на Каспар-Онис-Штрассе 1, и с тех пор несколько раз расширялось. В 1928 году было построено новое здание на Гербертштрассе 4, где она и находится по сей день.
В 1920-х годах школа была известна широким выбором курсов, которые должны были в большей степени учитывать таланты и склонности учащихся. Около трети учеников были евреями.
С апреля 1933 года школой руководил временный директор, назначенный национал-социалистами. Он настаивал на том, чтобы еврейские учителя и большинство еврейских учеников покинули школу. Многие эмигрировали в Палестину, Великобританию, Францию, Швейцарию и США.
В 1946 году гимназии было присвоено имя Вальтера Ратенау, промышленника и либерального политика еврейского происхождения, убитого ультраправыми боевиками из экстремистской организации «Консул».
В настоящее время школа смешанная, для мальчиков и девочек.

## Обучение
Обучение начинается с седьмого класса. Упор делается на языковую подготовку. Обязательный язык - английский, кроме него можно выбрать латынь или французский. В восьмом классе в качестве факультатива можно выбрать третий иностранный язык. Кроме этого, преподаётся стандартный курс для немецких гимназий.

## Известные выпускники гимназии
- Николай Зомбарт (социолог, сын Вернера Зомбарта).
- Петер Вайс — немецкий писатель и художник.
- Таня Дюкерс — популярная немецкая писательница и журналистка.
- Роже Цицеро — немецкий певец (крунер), поп- и джаз-исполнитель.
- Клаус Херлитц - Инициатор деятельности United Buddy Bears
- Кнут Хоффмайстер — режиссер.
- Кристоф Мейер — политик и юрист.
- Клаус-Петер Шульц — политик.
- Михаил Вольфсон — немецко-израильский историк и публицист.